# Trafikledsverket

Trafikledsverkets logo

Trafikledsverket (finska: Väylävirasto) är en finländsk förvaltningsmyndighet, som inledde sin verksamhet den 1 januari 2010 under namnet Trafikverket (finska: Liikennevirasto). Till det nya Trafikverket överfördes Banförvaltningscentralen, alla de uppgifter från Sjöfartsverket som inte överfördes till det nya produktionsbolaget eller Trafiksäkerhetsverket samt Vägförvaltningen med undantag av vägdistrikten och vissa funktioner som flyttades till Trafiksäkerhetsverket.
Trafikledsverket hette Trafikverket fram till den 31 december 2018, då vissa delar av verksamheten flyttades till nya Transport- och kommunikationsverket.
Huvudkontoret ligger i Böle i Helsingfors.